# Плейстоцен
| Класификация на Кватернера | Класификация на Кватернера | Класификация на Кватернера | Класификация на Кватернера | Класификация на Кватернера | Класификация на Кватернера |
| Международна               | Международна               | Международна               | Северозападна Европа       | Северозападна Европа       | Северозападна Европа       |
| Серия                      | Подсерия                   | Етаж                       | Надетаж                    | Етаж                       | хил. години                |
| -------------------------- | -------------------------- | -------------------------- | -------------------------- | -------------------------- | -------------------------- |
| Холоцен                    | Холоцен                    | Холоцен                    | Холоцен                    | Холоцен                    | 0 < 11,5                   |
| Плейстоцен                 | Късен плейстоцен           | Тарантий                   | (без име)                  | Weichselien                | 11,5 - 116                 |
| Плейстоцен                 | Късен плейстоцен           | Тарантий                   | (без име)                  | Eemien                     | 116 - 128                  |
| Плейстоцен                 | Среден плейстоцен          | Йоний                      | (без име)                  | Saalien                    | 128 - 238                  |
| Плейстоцен                 | Среден плейстоцен          | Йоний                      | (без име)                  | Oostermeer                 | 238 - 243                  |
| Плейстоцен                 | Среден плейстоцен          | Йоний                      | (без име)                  | (без име)                  | 243 - 324                  |
| Плейстоцен                 | Среден плейстоцен          | Йоний                      | (без име)                  | Belvedere                  | 324 - 338                  |
| Плейстоцен                 | Среден плейстоцен          | Йоний                      | (без име)                  | (без име)                  | 338 - 386                  |
| Плейстоцен                 | Среден плейстоцен          | Йоний                      | (без име)                  | Holsteinien                | 386 - 418                  |
| Плейстоцен                 | Среден плейстоцен          | Йоний                      | (без име)                  | Elsterien                  | 418 - 465                  |
| Плейстоцен                 | Среден плейстоцен          | Йоний                      | Cromerien                  | -                          | 465 - 850                  |
| Плейстоцен                 | Ранен плейстоцен           | Калабрий                   | Cromerien                  | -                          | 465 - 850                  |
| Плейстоцен                 | Ранен плейстоцен           | Калабрий                   | Бавелий                    | -                          | 850 - 1070                 |
| Плейстоцен                 | Ранен плейстоцен           | Калабрий                   | Менапий                    | -                          |                            |
| Плейстоцен                 | Ранен плейстоцен           | Калабрий                   | Валий                      | -                          |                            |
| Плейстоцен                 | Ранен плейстоцен           | Калабрий                   | Ебуроний                   | -                          |                            |
| Плейстоцен                 | Ранен плейстоцен           | Геласий                    | Тиглий                     | -                          | 1800 - 2400                |
| Плейстоцен                 | Ранен плейстоцен           | Геласий                    | Претиглий                  | -                          | 2400 - 2588                |

Плеистоцен (на английски: Pleistocene, от гръцки πλεῖστος — най, над и καινός — нов, съвременен) е геоложка епоха, започнала преди 2,58 млн. години и завършила преди 11,5 хил. години. Автор на термина е шотландският учен Чарлз Лайъл в книгата си „Основи на геологията“ (1830).
За плеистоцена са характерни няколкото ледникови периода. Разделя се на ранен, среден и късен плеистоцен. Той е третата епоха на периода неоген и 6-ата епоха на ерата на ценозоя. Предшества се от плиоцен, а е последван от холоцен. Също така съвпада с края на палеолита в археологията.

## Растителност
Характерни за плеистоценската ледена тундра са растения като: Тревиста върба (на латински: Salix herbacea), Бреза - джудже (на латински: Betula nаnа), Планинско омайниче (на латински: Dryas octopetala), Артемизия (растение) (на латински: Arthemisia), треви, мъхове и лишеи. В райони на юг от на субарктичната зона горите се увеличават, като съвременната тайга. Броят на видовете е в противоречие със съвременната висока растителност, което предполага прегрупиране на растителните асоциации по време на периоди на изменение на климата.

## Животински свят
Тежките климатични промени по време на ледниковите периоди оказват сериозно въздействие върху фауната и флората. С всяко настъпване на леда, големи площи на континентите стават напълно необитаеми, а растения и животни, отстъпват на юг пред настъпващите ледници, изложени на огромен стрес в резултат на драстичните климатични промени, намаляване на жизненото пространство, и по-трудното намиране на храна. Масовото измиране на едри бозайници (мегафауна), коeто включва мамути, мастодонти, саблезъби котки, глиптодони (огромни броненосци), земни ленивци, ирландски лосове, пещерни мечки, и късомуцунести мечки, започва в края на плеистоцена и продължава в холоцена. Неандерталците също изчезват през този период. В края на последния ледников период, студенокръвни животни, по-малки бозайници, като дървесни мишки, мигриращи птици, и по-бързи животни като белоопашат елен заменят мегафауната и мигрират на север. Измиранията са особено тежки в Северна Америка, където изчезват конете и камилите.